# Irene de Peyré
Irene de Peyré ou Irene Oliveros de Peyré foi uma educadora e feminista guatemalense. Ela estou no Instituto Central Normal para Señoritas Belém, destinado a formação de professores. Em 1920, fundou a  La Alianza Francesa de Guatemala para preservar a cultura dos franceses-guatemalenses e, em 1921, criou o Liceu Francês.
Em 1930, foi a delegada da Guatemala para a Comissão interamericana de Mulheres. Em 1944, juntou-se a um grupo de mulheres, incluindo Angelina Acuña de Castañeda, Berta Corleto, Elisa Hall de Astúrias, Gloria Méndez Mina de Padilla, Rosa de Mora, e Graciela Quan para formar a União Femenina Guatemalteca Pro-ciudadanía, favorecendo o reconhecimento de seus direitos civis, incluindo o sufrágio para mulheres alfabetizadas. Após o golpe de estado de 1944, a nova Constituição, promulgada em 1 de Março de 1945, concedeu o direito ao voto a todos os cidadãos alfabetizados, incluindo as mulheres.
Em 1951, quando os Jesuítas foram incapazes de iniciar uma escola devido à política anti-escolas paroquiais do governo, Peyré ajudou-os fundando uma escola em conjunto em 1952, denominada Liceo Francês Sección de Varones. Em 1958, foi condecorada com a Ordem do Guatemalense por seu serviço para o país.